# Балаж, Павол
Па́вол Ба́лаж (словац. Pavol Baláž; 1 апреля 1984, Партизанске, Чехословакия) — словацкий футболист, полузащитник клуба «Топольчаны».
Воспитанник клуба «ОФК Товарники», после выступал в команде в Третьей лиге Словакии. В 2004 году попал в клуб «Интер» из Братиславы. В команде в чемпионате Словакии провёл 53 матча и забил 2 гола. В 2006 году выступал на правах аренды за «Дубницу».
Летом 2007 года перешёл в хожувский «Рух». В Экстраклассе дебютировал 27 июля 2007 года в выездном матче против «Дискоболии» (1:4), на 20 минуте Балаж забил гол в ворота Себастьяна Пшировского, на 84 минуте он был заменён на Лукаша Яношку. В команде стал основным игроком. Зимой 2010 года побывал на просмотре в словацком «Словане» из Либерца, также по некоторой информации игроком интересовался харьковский «Металлист». Зимой 2010 года перешёл в «Лодзь», клуб выступает в Первой лиге Польши. В команде провёл 14 матчей и забил 2 гола.
Летом 2010 года перешёл в словацкий «Татран», а спустя два года в «Топольчаны».